# Sobaipuri
El Sobaipuri eran uno de los muchos grupos indígenas que ocupaban la Pimería Alta, en la frontera entre Sonora y Arizona, cuando los españoles llegaron al noroeste mexicano. Eran un grupo del pueblo pima (Akimel O'odham) que ocupó el sur de Arizona y norte de Sonora en los siglos XV a XIX. Eran un subgrupo de los O'odham o Pimas, grupos sobrevivientes que antes abarcaban a los  pápagos (Tohono O'odham) y los pimas bajos (o´ob).
El debate aún persiste si los Sobaipuri y otros grupos O'odham estaban relacionados con la prehistórica cultura de Hohokam que ocuparon una parte de la misma área geográfica y estuvieron presentes hasta aproximadamente el siglo XV. Esta pregunta se formula porque algunos Pima Hohokames continúan en el Salado-Pima, se pregunta si hay una conexión entre el Hohokam arqueológico y los primeros grupos históricos citado en la zona. Una pieza clave del rompecabezas se ha encontrado recientemente cuando se descubrió que había O'odham Sobaipuri presentes en el período prehistórico tardío. Fechas cronométricas de varios sitios en los ríos San Pedro y Santa Cruz han producido evidencia de ocupación Sabaipuri en el siglo XV. La posición no es defendible ya que no había ningún Hohokam después del año 1400 y además que había una disminución sustancial de la población en comparación de las edades clásicas y preclasicas.

## Historia y arqueología
El Sobaipuri estaban presentes cuando los primeros europeos visitaron el área transcurriendo en ese entonces el siglo XVI, por lo tanto juega un papel importante en el contacto con los europeos y más tarde con la colonización europea de Arizona y Sonora. Marcos de Niza, probablemente, se encontró con este grupo a lo largo del río San Pedro, al sureste de Arizona en 1539, aunque cuando los avistó Francisco Vázquez de Coronado se produjo menos de un año después de su empresa como exploradores; parecen haberse convertido antes de llegar a los asentamientos Sobaipuri.
Cuando el padre Eusebio Kino llegó por primera vez en la zona en 1691 fue recibido por los líderes de este grupo. Caciques de San Cayetano del Tumacacori y quizás otras aldeas llegaron a Sáric, México del norte a pedir a Kino que los visitara. Kino viajó hacia el norte a lo largo del Río Santa Cruz a San Cayetano del Tumacacori, donde se encontró con tres estructuras nativas que habían sido construidas especialmente para él: una casa, una cocina y un oratorio. Esta visita creó la primera de las misiones españolas en el desierto de Sonora al norte de la frontera con México actual, convirtió a este asentamiento Sobaipuri nativo en la primera misión en el sur de Arizona, o la primera misión jesuita en Arizona, pero, contrariamente a las nociones populares, no es la primera misión en Arizona. Este asentamiento Sobaipuri nativo de San Cayetano del Tumacácori ha sido localizado arqueológicamente en el lado este del río (como se muestra en los mapas históricos de Kino), aportan pruebas de una aldea densamente poblada y planificada.Posteriormente ahí se fundó la Misión de San José de Tumacáccori.
Kino se detuvo por Guevavi (más tarde conocida como Misión de Los Santos Ángeles de Guevavi), que se encuentra al sur del río Santa Cruz. Aquí él más tarde (1701) estableció una iglesia que él ordenó construir. La ubicación de este asentamiento indígena y esta iglesia formal ha sido identificado. Este asentamiento indígena más tarde se convirtió en la misión principal de esta región.
Los sobaipuris fueron inicialmente amigable con sus vecinos, incluidos los Apache, jocomes, y Jano. Intercambiaban productos unas con otras en algunas ocasiones y en otras fueron descubiertos en guerra. Incluso después se alianzaron, probablemente para crear el carácter único de los Sobaipuri..

## Investigaciones arqueológicas
Los Sobaipuri son uno de los pueblos originarios más estudiados de los grupos que habitaron en el sur de Arizona, aunque esto no es haber investigado cosas tales como la protohistória (finales de la prehistoria y principios de la historia) que es tan poco estudiada, especialmente en esta área. La lista que acompaña de referencias muestra el aumento de la investigación en este grupo por los arqueólogos en los últimos 30 años.
Antes de esto la mayor parte de la investigación se llevó a cabo por los historiadores. El primer trabajo arqueológico fue iniciado por Charles C. Di Peso (1953, 1956) de la Fundación Amerindia que estableció un programa diseñado para entender la transición de la prehistoria a la historia. Aunque la mayor parte de sus conclusiones sobre los sitios visitados por el Padre Eusebio Kino se han desacreditado, Di Peso es reconocido como un verdadero erudito y lo hizo al definir el primer sitio arqueológico Sobaipuri, haciendo contribuciones fundamentales para el campo, algunos de los cuales sólo recientemente se reconocen. Los otros sitios que pensó que podría ser Sobaipuri resultaron ser sitios prehistóricos tardíos representantes de otros pueblos y grupos culturales o los restos de fortalezas españolas.
El arqueólogo Deni Seymour ha estudiado la zona Sobaipuri por más de 25 años, volviendo a visitar algunas de las cuestiones planteadas por Di Peso. En el río San Pedro, Santa Cruz, y arroyos afluentes Seymour ha documentado más de 40 sitios arqueológicos ocupados por el pueblo Sobaipuri. Ella ha descubierto parte de sus sistemas de riego de gran extensión y observó cómo sus pueblos basados en la agricultura cultivaban a lo largo de los márgenes de los ríos. Las excavaciones en varios sitios Sobaipuri la han llevado a revisar las conclusiones que han surgido a partir de la utilización del solo el registro documental.
A principios de 1980, el arqueólogo Bruce Masse (1981) excavó sitios Sobaipuri en la rivera inferior (norte) del río San Pedro, revisó muchas de las perspectivas originales de Di Peso y resumió el estado del conocimiento sobre este grupo en esa fecha.
Sólo unos pocos sitios residenciales se han encontrado lejos de los ríos. El arqueólogo Bruce Huckell (1994) documentó tres sitios arqueológicos en la sombra de las montañas del norte de Santa Rita de Sonoita, Arizona. Estos sitios fueron utilizadas probablemente estacionalmente para la caza y la recolección o posiblemente como sitios de refugio para escapar de los españoles, o, posiblemente de la dominación Apache.

## Citas
1. 1 2  Seymour 2007a
2. ↑  Seymour 2007, 2008; [www.sobaipuri.com] Sabaipui.com
3. ↑  Seymour 2007c, d
4. ↑  Seymour 2009a
5. ↑  Bolton: 1948
6. ↑  Seymour 1993, 1997, 2008b
7. ↑  2007b Seymour, 2008a
8. ↑  Seymour 1989, 1990, 1993a
9. ↑  Seymour 1990, 1993, 1997, 2003